# Hoplitis karakalensis
Hoplitis karakalensis är en biart som först beskrevs av Popov 1936.  Hoplitis karakalensis ingår i släktet gnagbin, och familjen buksamlarbin. Inga underarter finns listade i Catalogue of Life.